# Gottfried von Dusch
Gottfried Maria (seit 1881: Freiherr) von Dusch (* 18. Februar 1821 in Karlsruhe; † 24. Dezember 1891 in Nizza)  war ein badischer Jurist und Politiker.

## Herkunft
Gottfried von Dusch entstammte einer bedeutenden Familie badischer Politiker und Honoratioren. Er war ein Sohn des späteren badischen Staatsministers Alexander von Dusch und gehörte der evangelischen Kirche an.

## Beruf
Nach dem Studium der Rechtswissenschaften an den Universitäten in München (1836–1838) und Heidelberg (1838–1841) wurde Dusch im Juli 1842 als Rechtspraktikant in den badischen Staatsdienst übernommen. Nach Tätigkeiten beim Stadtamt Freiburg, Bezirksamt Rheinbischofsheim und Hofgericht Rastatt erfolgte 1846 seine Einstellung als Assessor beim Landamt Karlsruhe. 1847 kam die Versetzung als Assessor zum Stadtamt Karlsruhe. Im September 1848 ernannte ihn das im Zuge der Märzrevolution gebildete Reichsjustizministerium mit mehreren anderen süddeutschen richterlichen Beamten zum Untersuchungsrichter für die Aufarbeitung der Ereignisse während der Septemberunruhen in Frankfurt am Main. Nach dem Abschluss dieser Tätigkeit bat Dusch im Frühjahr 1849 um einen längeren Sonderurlaub, welcher ihm gewährt wurde. Den Urlaub nutzte er für eine Reise nach Frankreich zur weiteren wissenschaftlichen und praktischen Ausbildung. Nach seiner Rückkehr im Juli 1849 wurde er Zivilkommissar und juristischer Beirat der Invasionstruppen zur Niederschlagung der Badischen Revolution. Später fungierte er als Untersuchungsrichter beim Standgericht in Rastatt. Danach kam er als Amtmann zum Stadtamt Karlsruhe und trat 1850 als Assistent in das badische Ministerium des Innern ein. Noch im selben Jahr erfolgte die Beförderung zum Ministerialassessor und 1852 zum Ministerialrat.

## Politik
Gegen Ende des Jahres 1862 gab Innenminister August Lamey die Anregung zur Ausarbeitung einer Verwaltungsreform, nachdem die Trennung der Justiz und Verwaltung erfolgt war. Der von Dusch ausgearbeitete Gesetzentwurf sah die vollständige Trennung der staatlichen Bezirksverwaltung von den Organen der Selbstverwaltung vor. Durch die Errichtung eines Verwaltungsgerichtshofs sollte die Unabhängigkeit der Justiz in öffentlich-rechtlichen Streitfragen gestärkt werden. Der Plan wurde vom Innenminister und der gesamten Regierung unter Leitung Stabels gebilligt und Dusch auch mit der Ausarbeitung des detaillierten Gesetzesentwurfs betraut. Der Entwurf wurde ohne wesentliche Änderungen von beiden Kammern der Ständeversammlung angenommen. Am 5. Oktober 1863 wurde die Verwaltungsreform als Gesetz, die Organisation der inneren Verwaltung betreffend , veröffentlicht.
18 Monate nach der Niederlage des Großherzogtums Baden im Deutschen Krieg trat Dusch am 8. Februar 1868 als Vorsitzender des  Handelsministeriums  in die Regierung Jolly ein. Als Handelsminister galt Duschs erste Sorge dem badischen Kreditwesen. Nach langen Verhandlungen kam am 16. März 1870 das Gesetz über die Einrichtung einer ersten badischen Zentralbank, der Badischen Bank in Mannheim, zustande. Kurz darauf wurde ebenfalls in Mannheim die Errichtung einer Kreditbank als Aktiengesellschaft, der Rheinischen Creditbank, genehmigt. Mit diesen beiden Instituten besaß das aufstrebende Handels- und Industrieland Baden die notwendigen Banken für die Versorgung seiner Wirtschaft mit Krediten. Dusch förderte insbesondere die Entwicklung des Handelsplatzes Mannheim nach Kräften. Es entstanden neue Hafenanlagen und ein neuer Personenbahnhof.
Der weitere Ausbau des Streckennetzes der Badischen Staatseisenbahnen mit Verbindungen zu den Nachbarstaaten gehörte ebenfalls zu einem Schwerpunkt seiner Tätigkeiten. Im Sommer 1868 verabredete er mit seinem langjährigen Freund Alfred Escher in Zürich Maßnahmen zur  Subventionierung des in finanziellen Schwierigkeiten steckenden Baus der Gotthardbahn. Zu dem Zweck regten sie eine im September 1869 in Bern durchgeführte Konferenz an, bei der die beteiligten Staaten sich über die zu leistenden Subventionen verständigten. Dusch setzte durch, dass sich Baden mit drei Millionen Franken am Bau der Gotthardbahn beteiligte. Durch einen Vertrag mit der Schweizerischen Centralbahn wurde die Anbindung der badischen Eisenbahn mit Überbrückung des Rheins bei Basel beschlossen, womit auch das nach dem Deutsch-Französischen Krieg 1871 gegründete Deutsche Kaiserreich von dieser Anbindung zukünftig profitierte.
Weitere Tätigkeiten Duschs als Handelsminister betrafen 1868 die Errichtung des Landeskulturrats, 1869 die Ausführung des Feldbereinigungsgesetzes, 1870 des Fischereigesetzes, die Vervollständigung des badischen Landesstraßennetzes und die erste Einführung kunstgewerblichen Unterrichts.
Zudem war Dusch von 1869 bis 1870 Abgeordneter des 38. Ämterwahlbezirks (Buchen) in der Zweiten Kammer der Badischen Ständeversammlung.
Die rastlose politische Tätigkeit wurde seit Sommer 1871 durch ein schweres Augenleiden beeinträchtigt, welches zur zunehmenden Erblindung führte. Aus diesem Grund trat Dusch am 28. Oktober 1872 von seinem Ministeramt zurück. Somit ging er kurz vor dem Ende des Booms der Wirtschaft in den Ruhestand.